# 中寧路駅
座標: 北緯31度14分51.32秒 東経121度24分31.32秒 / 北緯31.2475889度 東経121.4087000度
中寧路駅（ちゅうねいろえき）は中華人民共和国上海市普陀区曹楊新村街道と石泉路街道の境界、中寧路と武寧路の交差点に位置する、上海地下鉄14号線の駅。

## 駅構造
島式ホーム1面2線の地下駅で、出口は3箇所ある。

## 駅出口
- 1号出口 - 武寧路北側
- 3号出口 - 中寧路東側
- 4号出口 - 武寧路中寧路北東側

## 隣の駅
上海地下鉄
 14号線
真如駅 - 中寧路駅 - 曹楊路駅